# 地球釜
地球釜（ちきゅうがま、ちきゅうかま）は、製紙に使用される球形の釜である。

## 概要
パルプの製造や古紙を再利用する際に使用された鉄製の釜。球形をしており、内部に材料と高温の蒸気を入れて回転させることで古紙や藁、チップの蒸解、漂白を行なう。構造自体、明治時代に洋紙の製造方法が伝わって以降、変化はないが、時代が下がるにしたがって回転制御システムにインバーター制御が加えられるなど近代化されている。

## 展示
通常、製紙工場内部にあり一般の目に触れることはないが、東京都葛飾区の葛飾にいじゅくみらい公園では、同地にかつてあった三菱製紙中川工場で使用されていた巨大な地球釜がオブジェとして展示されている。内径は約4.2メートル。表面は錆に覆われ真っ赤になっているが、現役当時は銀色に輝く球体であった。工場への設置は1945年から1946年で、売り物にならない不良品（損紙）のほか、第二次世界大戦直後の新円切替時には日本銀行職員立ち会いの下、旧紙幣をパルプに加工した。